# Eva Evdokimova
Eva Evdokimova (* 1. Dezember 1948 in Genf; † 3. April 2009 in New York) war eine US-amerikanische Primaballerina.

## Leben
Eva Evdokimova, Tochter eines Exil-Bulgaren und einer Amerikanerin, wurde in Genf geboren und studierte ab 1959 an der Royal Ballet School in London. 1966 wurde sie Mitglied des Königlich Dänischen Balletts, bevor sie 1969 zum Ballett der Deutschen Oper in Berlin ging. Hier feierte sie ihre ersten großen Erfolge, besonders in Giselle und La Sylphide, und war von 1973 bis 1985 die Primaballerina. 67 Vorhänge waren ihr Berlin-Rekord. Unter der Direktion von Gert Reinholm choreographierte Valery Panov die für sie maßgeschneiderten Rollen.
Neben ihren Auftritten in Berlin führten Gastspiele Evdokimova rund um die Welt. Auf Einladung von Natalja Dudinskaja trat sie mit dem Kirow-Ballett auf, wo sie zur Prima Ballerina Assoluta gekürt wurde. Weitere Engagements hatte sie mit dem American Ballet Theatre, der Balletttruppe der Mailänder Scala, dem Ballet de l’Opéra de Paris, dem National Ballet of Canada, dem Ballet Nacional de Cuba, dem Stuttgarter Ballett, dem Tokyo Ballet und anderen. Für 15 Jahre war Rudolf Nurejew ihr häufigster Partner, mit dem sie „nahezu in jeder Stadt der Welt aufgetreten ist“. Zuerst trat sie mit ihm 1971 in La Sylphide auf. 1975 war sie das erste Dornröschen in seiner Produktion für das London Festival Ballet (jetzt English National Ballet), einer Kompanie für die sie für viele Jahre als ständige Gastballerina tätig war. Bekannte Choreographen wie George Balanchine (Apollo [1957]; Terpsichore), Anton Dolin (Pas de Quatre; Maria Taglioni) und John Cranko, Birgit Cullberg oder Glen Tetley arbeiteten mit ihr zusammen.
Nachdem Evdokimova 1970 beim Moskauer Ballettwettbewerb nur ein Diplom erhalten hatte, lud sie Galina Ulanowa zum Internationalen Ballettwettbewerb in Varna ein, wo sie im selben Jahr als erste amerikanische Preisträgerin eine Goldmedaille verliehen bekam. Ihr Repertoire umfasste rund 125 verschiedene Rollen, von den Klassikern wie Schwanensee und Dornröschen über August Bournonvilles The Flower Festival in Genzano bis zu Henning Rübsams Litanei und Frühlingsglaube, das der Choreograph für einen ihrer letzten Auftritte 2002 nach zwei Schubert-Liedern schuf.
1985 verließ Evdokimova Berlin, da die deutschen Opernhäuser ihrer Meinung nach dem Ballett zu wenig Beachtung schenkten. Sie gründete in New York eine eigene Ballettkompanie, mit der sie jedoch weniger erfolgreich war als mit ihrer Tätigkeit als Lehrerin und Trainerin. Zu den von ihr geleiteten Ballettschulen gehörten die der Bayerischen Staatsoper und der Londoner Royal Ballet School. Beim Boston Ballet war sie für eine Saison Ballettmeisterin. Zurück in New York unterrichtete sie bei Ballet Arts und flog um die Welt, um als Jurymitglied bei Ballettwettbewerben zu entscheiden bzw. um in Japan oder in Monaco an Marika Besobrasovas Ballettschule zu lehren.
2005 wurde sie auf der Bühne des Bolschoi-Theaters in Moskau mit dem Ulanowa-Preis ausgezeichnet.
Evdokimova war verheiratet mit Michael S. Gregori. Sie starb 2009 an den Folgen einer Krebserkrankung.

## Zitat
„Seine Bühnenpräsenz. Die Schönheit seiner Technik und die Eigenschaft seiner Bewegung. Sein Raumgefühl. Rudolf öffnete mir ganz neue Einsichten.“ Eva Evdokimova über Rudolf Nurejew in einem Interview 1984.